# Kormostönkű érdestinóru
A kormostönkű érdestinóru (Leccinum versipelle) a tinórufélék családjába tartozó, Európában és Észak-Amerikában honos, nyírfa alatt található, ehető gombafaj. 

## Megjelenése
A kormostönkű érdestinóru kalapja 8-20 cm széles, alakja kezdetbe félgömbös, majd domborúvá szélesedik. A kalapbőr 2-4 mm-el túlnő a termőrétegen. Felszíne bőrszerű, sugarasan szálazott. Színe narancssárga, narancsrozsdaszín.
Húsa kemény, színe fehér, sérülésre elszürkül végül lilás árnyalatú feketés lesz. Szaga és íze nem jellegzetes. 
Termőrétege csöves, vastag, felkanyarodó. A pórusok szűkek. Színe fiatalon fehéres, később szürke vagy barnásszürke lesz.
Tönkje 12-16 cm magas és 2-3,5 cm vastag. Alakja az érdestinóruk között a legvaskosabb, lefelé egyenletesen vastagodó. Színe fehér amelyen sűrű, koromfekete pikkelyek láthatók. Sérülésre a csúcsánál szürkül, a tövénél kékesszürke, majdnem fekete lesz.
Spórapora okkerbarna. Spórája orsó alakú, sima, vékony falú, mérete 11-16 x 3,5-4,5 µm.

### Hasonló fajok
A barna érdestinóru szintén előfordul nyír alatt, de kalapja barna és vágásra nem színeződik el annyira. A vörös érdestinóru is hasonlíthat rá, de az inkább nyárfa alatt terem.

## Elterjedése és termőhelye
Európában és Észak-Amerikában honos. Magyarországon ritka. 
Üde talajú alföldi és hegyvidéki erdőkben fordul elő, mindig nyírfa alatt. Nyártól kora őszig terem.

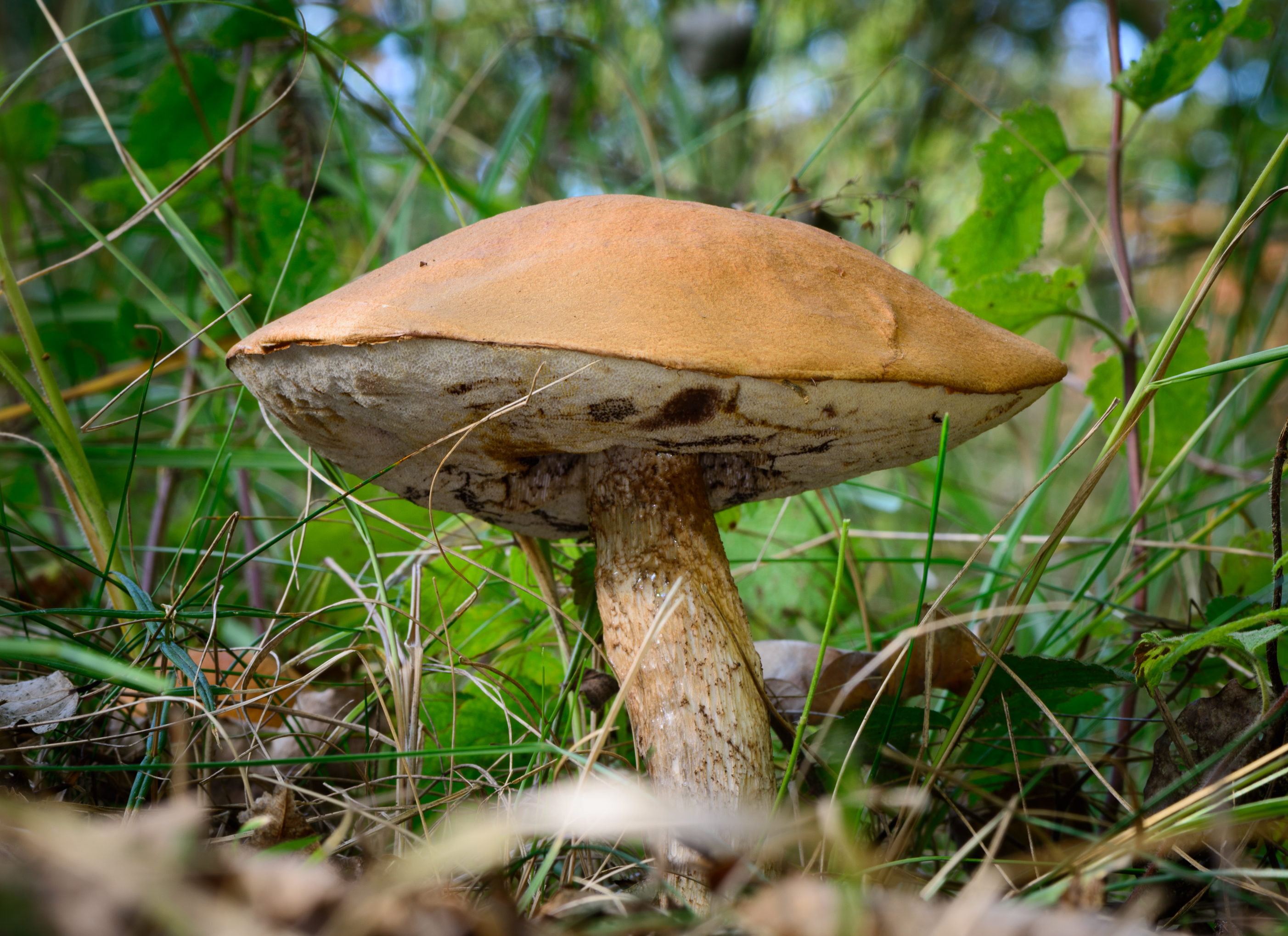
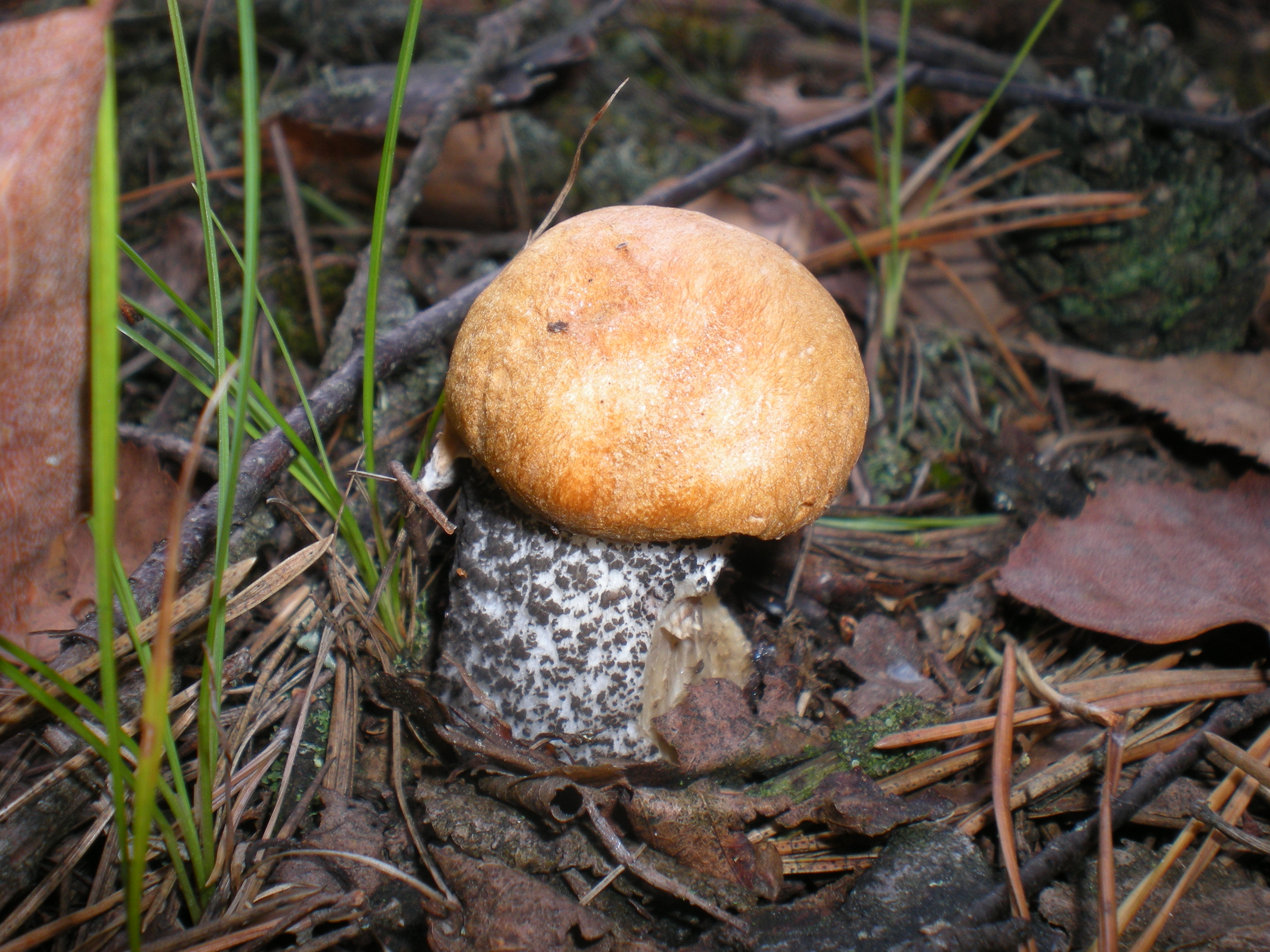
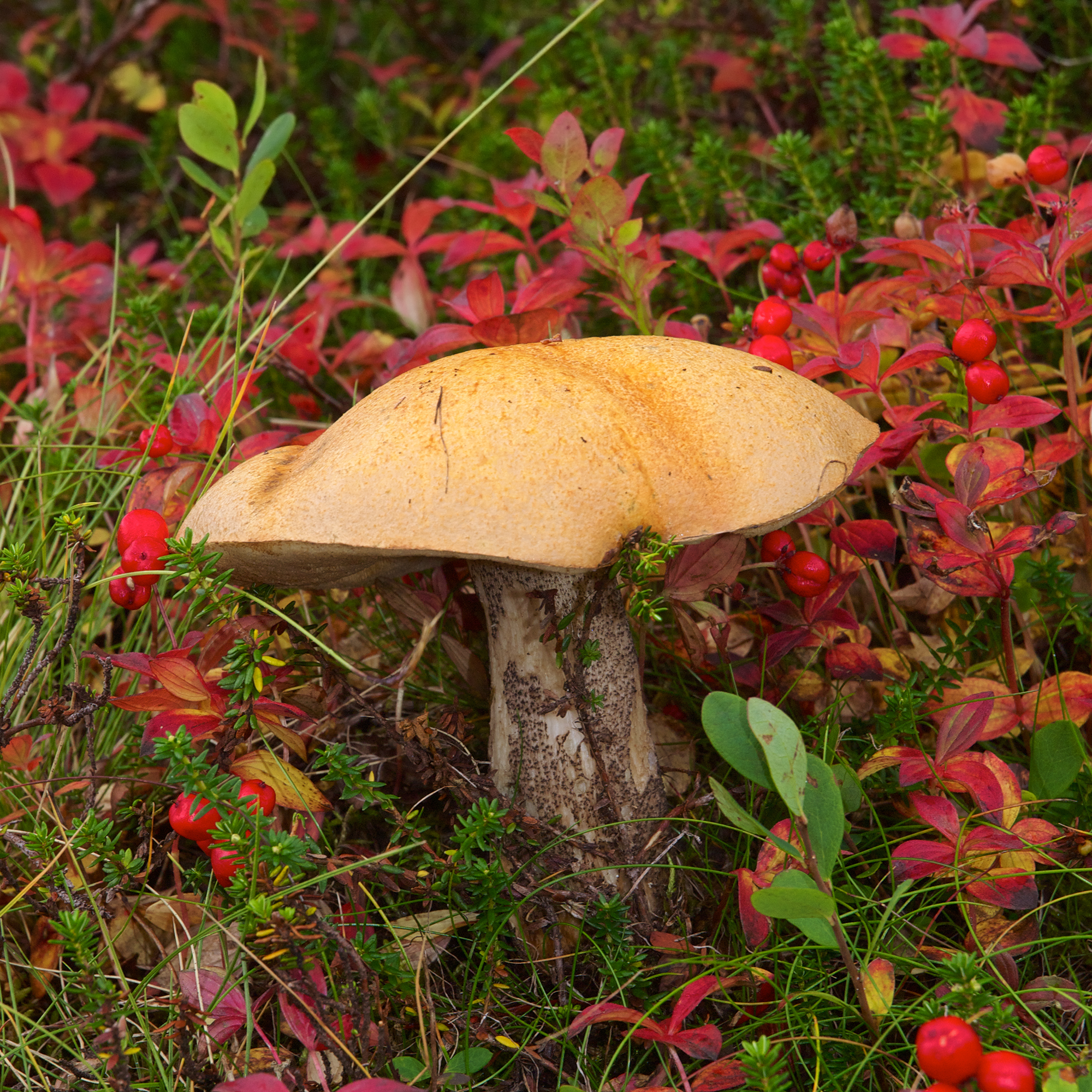
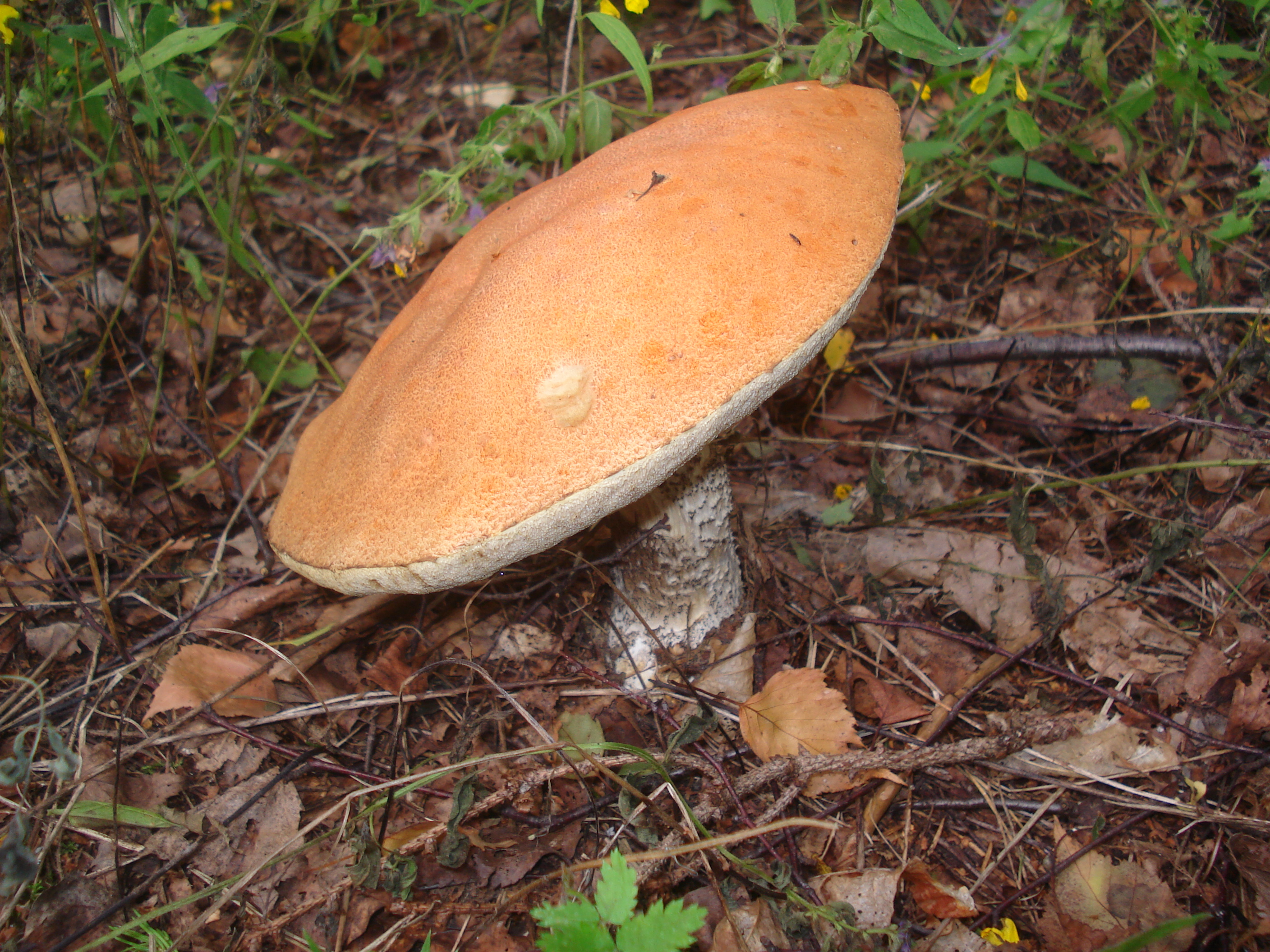
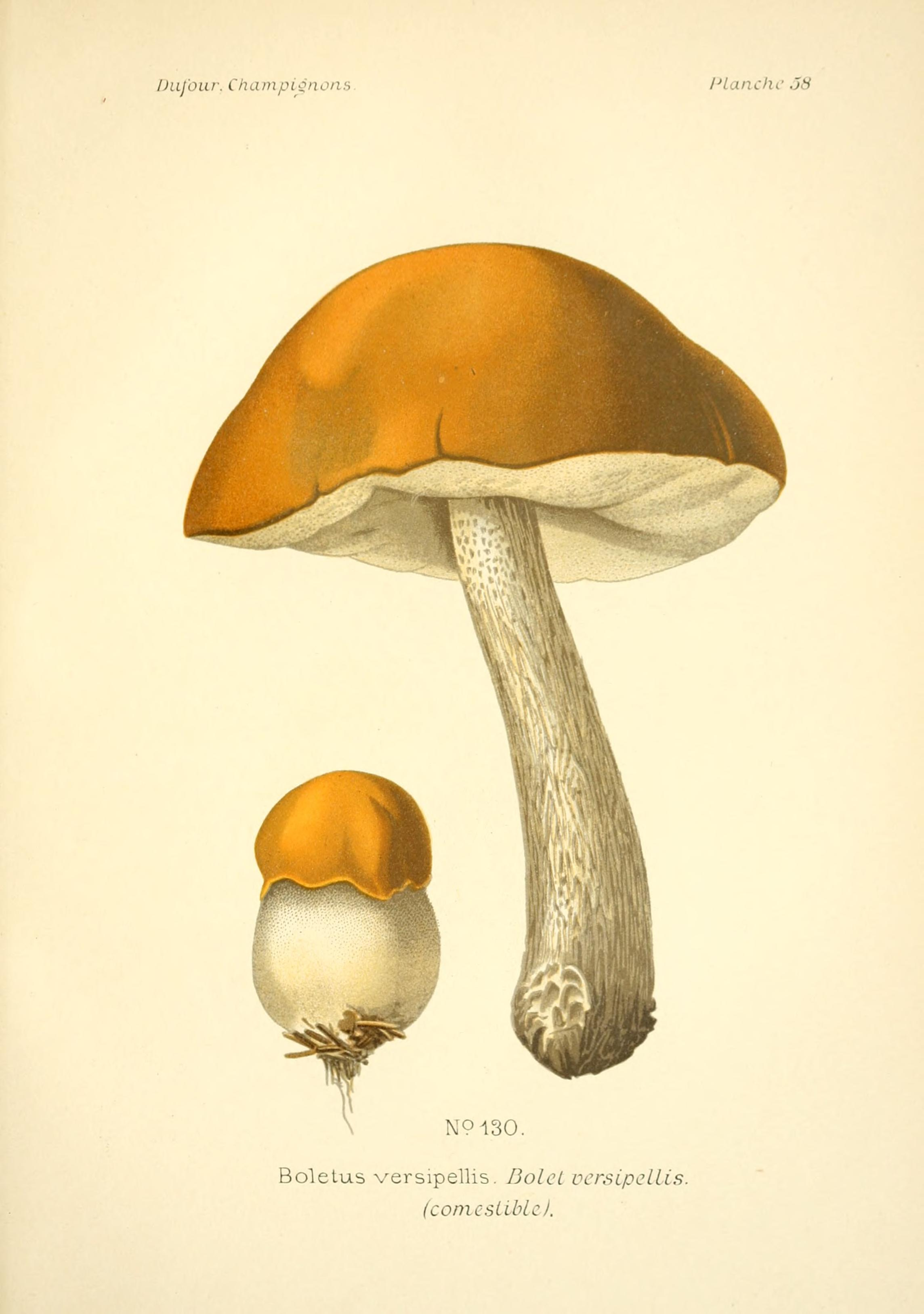

Ehető gomba.